# Anta da Pedra de Anta

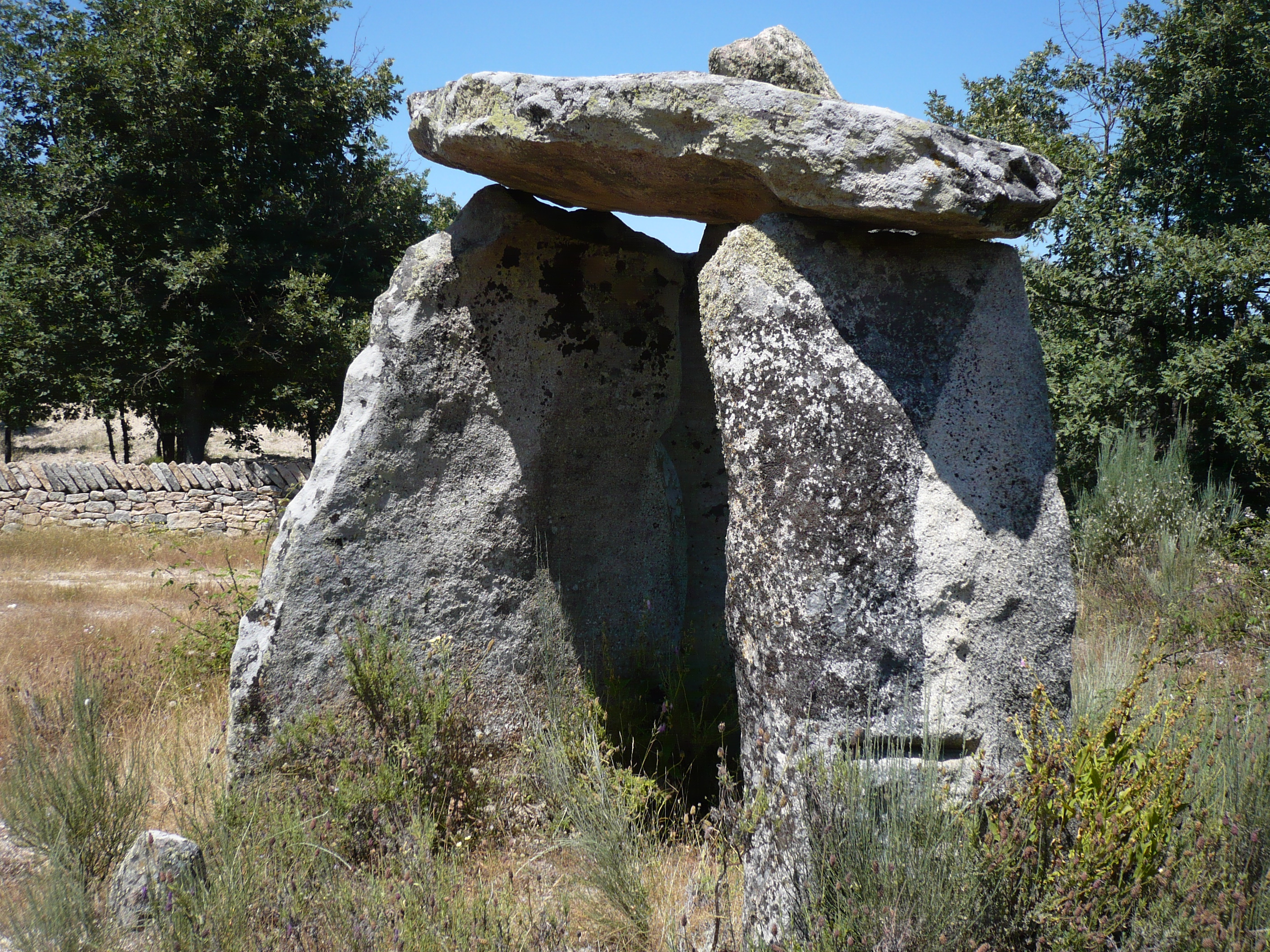
Anta da Pedra de Anta

Die seit 2015 geschützte Anta da Pedra de Anta (auch Casal da Pedra de Anta genannt) liegt 2,5 km südwestlich von Malhada Sorda, südlich von Almeida im Distrikt Guarda in Portugal. Anta oder Dolmen ist die portugiesische Bezeichnung für etwa 5000 Megalithanlagen, die während des Neolithikums im Westen der Iberischen Halbinsel von den Nachfolgern der Cardial- oder Impressokultur errichtet wurden.
Die im Chalkolithikum errichtete Anta besteht aus drei dünnen, erhaltenen, seitlichen Granitplatten mit einer Höhe von etwa 2,5 Metern, die eine kleine Deckenplatte tragen. Es wurden keine Spuren eines Ganges oder der deckenden Mamoa gefunden. Es scheint, dass wesentliche Bereiche des Megalithkomplexes beim Bau dreier (heute verlassener) Häusern, in der Nähe des Denkmals, verwendet wurden.
Die Einzigartigkeit des Standortes liegt in der Existenz aufgemalter Motive auf der äußeren Oberfläche des oberen rechten Teils eines der Tragsteine, die vorwiegend Netzelemente und Kreise zeigen. Da die portugiesischen Monumente jedoch in der Regel nicht von außen gestaltet worden sind, wird die Zeitgenössigkeit der Bilder in Frage gestellt.